# Secretar adjunct al apărării al Statelor Unite ale Americii
Secretarul adjunct al apărării este a doua funcție ca importanță din Departamentul de Apărare al Statelor Unite ale Americii și este acordată conform dispozițiilor prezentate la punctul § 132 din secțiunea 10 a codului de legi⁠(d).
Secretarul adjunct este principalul adjunct civil al secretarului apărării și este numit în funcție de președinte cu avizul și acordul Senatului. Prin statutul său, acesta este directorul de conducere⁠(d) al Departamentului Apărării, trebuie să provină din rândul populației civile⁠(d) și în ultimi șapte ani să nu fi activat ca ofițer de armată.
Din 9 februarie 2021, secretarul adjunct al apărării în funcție este Kathleen Hicks⁠(d). Hicks este prima femeie care ocupă această funcție.

## Istoric
Conform legii 81-36 din 2 aprilie 1949, funcția a fost intitulată subsecretar al apărării, însă legea 81-2 16 din 10 august 1949, așa-numitele amendamente din 1949 adăugate la legea securității naționale din 1947⁠(d), a schimbat titlul în secretar adjunct al apărării. Fostul asistent al președintelui Franklin D. Roosevelt, Stephen Early⁠(d), a devenit primul secretar adjunct pe 2 mai 1949.
Prin dreptul public 92-596 din 27 octombrie 1972 s-a stabilit o a doua funcție de secretar adjunct al apărării, ambele îndeplinind atribuții stabilite de secretarul apărării. A doua funcție a fost ocupată abia din decembrie 1975. Robert Ellsworth⁠(d) a activat din 23 decembrie 1975 până la 10 ianuarie 1977, fiind singura persoană care a ocupat această poziție. Prin legea 95-140 din 21 octombrie 1977 au fost propuse două funcții de subsecretari ai apărării și a fost desființată a doua funcție de secretar adjunct.

## Atribuții
Prin delegare, secretarul adjunct al apărării are autoritatea de a acționa în numele secretarului apărării, respectiv să exercite atribuțiile acestuia în orice problemă în care este autorizat să acționeze. În lanțul de comandă, secretarul adjunct îi este subordonat secretarului apărării.
Sarcinile sale constau în supravegherea activităților zilnice și gestionarea procesului de administrare a bugetului de peste 500 de miliarde de dolari al Departamentului Apărării, în timp ce secretarul apărării, în calitate de director general, are în vedere operațiunile militare în desfășurare, întâlnirile importante din cadrul Congresului, întâlnirile din cadrul Consiliului de Siguranță Națională⁠(d) și consilierea președintelui pe probleme de apărare națională.
Înainte de 1 februarie 2018, secretarul adjunct al apărării a îndeplinit și funcția de director de conducere al departamentului, însă acele sarcini au fost transferate noii funcții de director de conducere al Departamentului Apărării⁠(d).
Printre numeroasele sale atribuții, secretarul adjunct este însărcinat și cu conducerea Senior Level Review Group (SLRG), grup care oferă secretarului și președintelui recomandări în materie de alocări bugetare la nivelul întregului departament.

## Listă de secretari adjuncți ai apărării
| Nr. | Portret | Nume                           | Mandat                      | Mandat                            | Mandat          | Activează sub Secretarii apărării                                                          | Numit de Președintele |
| Nr. | Portret | Nume                           | Preluarea mandatului        | Părăsirea mandatului              | În funcție      | Activează sub Secretarii apărării                                                          | Numit de Președintele |
| --- | ------- | ------------------------------ | --------------------------- | --------------------------------- | --------------- | ------------------------------------------------------------------------------------------ | --------------------- |
| 1   |         | Stephen Early                  | 2 mai 1949 10 august 1949   | 9 august 1949 30 septembrie 1950  | 1 an, 151 zile  | Louis A. Johnson George C. Marshall                                                        | Harry S. Truman       |
| 2   |         | Robert A. Lovett               | 4 octombrie 1950            | 16 septembrie 1951                | 316 zile        | George C. Marshall                                                                         | Harry S. Truman       |
| 3   |         | William Chapman Foster         | 24 septembrie 1951          | 10 ianuarie 1953                  | 1 an, 118 zile  | Robert A. Lovett                                                                           | Harry S. Truman       |
| 4   |         | Roger M. Kyes                  | 2 februarie 1953            | 1 mai 1954                        | 1 an, 88 zile   | Charles Erwin Wilson                                                                       | Dwight D. Eisenhower  |
| 5   |         | Robert B. Anderson             | 3 mai 1954                  | 4 august 1955                     | 1 an, 93 zile   | Charles Erwin Wilson                                                                       | Dwight D. Eisenhower  |
| 6   |         | Reuben B. Robertson Jr.        | 5 august 1955               | 25 aprilie 1957                   | 1 an, 263 zile  | Charles Erwin Wilson                                                                       | Dwight D. Eisenhower  |
| 7   |         | Donald A. Quarles              | 1 mai 1957                  | 8 mai 1959                        | 2 ani, 7 zile   | Charles Erwin Wilson Neil H. McElroy                                                       | Dwight D. Eisenhower  |
| 8   |         | Thomas S. Gates Jr.            | 8 iunie 1959                | 1 decembrie 1959                  | 176 zile        | Neil H. McElroy                                                                            | Dwight D. Eisenhower  |
| 9   |         | James H. Douglas Jr.           | 11 decembrie 1959           | 24 ianuarie 1961                  | 1 an, 44 zile   | Thomas S. Gates Jr. Robert McNamara                                                        | Dwight D. Eisenhower  |
| 10  |         | Roswell Gilpatric              | 24 ianuarie 1961            | 20 ianuarie 1964                  | 2 ani, 361 zile | Robert McNamara                                                                            | John F. Kennedy       |
| 11  |         | Cyrus Vance                    | 28 ianuarie 1964            | 30 iunie 1967                     | 3 ani, 153 zile | Robert McNamara                                                                            | Lyndon B. Johnson     |
| 12  |         | Paul Nitze                     | 1 iulie 1967                | 20 ianuarie 1969                  | 1 an, 203 zile  | Robert McNamara Clark Clifford                                                             | Lyndon B. Johnson     |
| 13  |         | David Packard                  | 24 ianuarie 1969            | 13 decembrie 1971                 | 2 ani, 323 zile | Melvin Laird                                                                               | Richard Nixon         |
| 14  |         | Kenneth Rush                   | 23 februarie 1972           | 29 ianuarie 1973                  | 341 zile        | Melvin Laird                                                                               | Richard Nixon         |
| 15  |         | Bill Clements                  | 30 ianuarie 1973            | 20 ianuarie 1977                  | 3 ani, 356 zile | Elliot Richardson James R. Schlesinger Donald Rumsfeld                                     | Richard Nixon         |
| 16  |         | Robert Ellsworth               | 23 decembrie 1975           | 10 ianuarie 1977                  | 1 an, 18 zile   | Donald Rumsfeld                                                                            | Gerald Ford           |
| 17  |         | Charles Duncan Jr.             | 31 ianuarie 1977            | 26 iunie 1979                     | 2 ani, 176 zile | Harold Brown                                                                               | Jimmy Carter          |
| 18  |         | W. Graham Claytor Jr.          | 24 august 1979              | 16 ianuarie 1981                  | 1 an, 145 zile  | Harold Brown                                                                               | Jimmy Carter          |
| 19  |         | Frank Carlucci                 | 4 februarie 1981            | 31 decembrie 1982                 | 1 an, 330 zile  | Caspar Weinberger                                                                          | Ronald Reagan         |
| 20  |         | W. Paul Thayer                 | 12 ianuarie 1983            | 4 ianuarie 1984                   | 357 zile        | Caspar Weinberger                                                                          | Ronald Reagan         |
| 21  |         | William Howard Taft IV         | 3 februarie 1984            | 22 aprilie 1989                   | 5 ani, 78 zile  | Caspar Weinberger Frank Carlucci Dick Cheney                                               | Ronald Reagan         |
| 22  |         | Donald J. Atwood Jr.           | 24 aprilie 1989             | 20 ianuarie 1993                  | 3 ani, 271 zile | Dick Cheney                                                                                | George H. W. Bush     |
| 23  |         | William Perry                  | 5 martie 1993               | 3 februarie 1994                  | 335 zile        | Les Aspin                                                                                  | Bill Clinton          |
| 24  |         | John M. Deutch                 | 11 martie 1994              | 10 mai 1995                       | 1 an, 60 zile   | William Perry                                                                              | Bill Clinton          |
| 25  |         | John P. White                  | 22 iunie 1995               | 15 iulie 1997                     | 2 ani, 23 zile  | William Perry William Cohen                                                                | Bill Clinton          |
| 26  |         | John Hamre                     | 29 iulie 1997               | 31 martie 2000                    | 2 ani, 246 zile | William Cohen                                                                              | Bill Clinton          |
| 27  |         | Rudy de Leon                   | 31 martie 2000              | 1 martie 2001                     | 335 zile        | William Cohen Donald Rumsfeld                                                              | Bill Clinton          |
| 28  |         | Paul Wolfowitz                 | 2 martie 2001               | 13 mai 2005                       | 4 ani, 72 zile  | Donald Rumsfeld                                                                            | George W. Bush        |
| 29  |         | Gordon R. England              | 13 mai 2005 4 ianuarie 2006 | 3 ianuarie 2006 11 februarie 2009 | 236 zile 1134   | Donald Rumsfeld Robert Gates                                                               | George W. Bush        |
| 30  |         | William J. Lynn III            | 12 februarie 2009           | 5 octombrie 2011                  | 2 ani, 235 zile | Robert Gates Leon Panetta                                                                  | Barack Obama          |
| 31  |         | Ash Carter                     | 6 octombrie 2011            | 4 decembrie 2013                  | 2 ani, 58 zile  | Leon Panetta Chuck Hagel                                                                   | Barack Obama          |
| —   |         | Christine Fox Intermediar      | 5 decembrie 2013            | 1 mai 2014                        | 149             | Chuck Hagel                                                                                | Barack Obama          |
| 32  |         | Robert O. Work                 | 1 mai 2014                  | 14 iulie 2017                     | 3 ani, 74 zile  | Chuck Hagel Ash Carter Jim Mattis                                                          | Barack Obama          |
| 33  |         | Patrick M. Shanahan            | 19 iulie 2017               | 23 iunie 2019                     | 1 an, 339 zile  | Jim Mattis El însuși (intermediar)                                                         | Donald Trump          |
| —   |         | David Norquist Intermediar     | 1 ianuarie 2019             | 23 iulie 2019                     | 203 zile        | Patrick M. Shanahan (intermediar) Mark Esper (intermeiar) Richard V. Spencer (intermediar) | Donald Trump          |
| —   |         | Richard V. Spencer Intermediar | 23 iulie 2019               | 31 iulie 2019                     | 8 zile          | Mark Esper                                                                                 | Donald Trump          |
| 34  |         | David Norquist                 | 31 iulie 2019               | 8 februarie 2021                  | 1 an, 192 zile  | Mark Esper Lloyd Austin                                                                    | Donald Trump          |
| 35  |         | Kathleen Hicks                 | 8 februarie 2021            | În funcție                        | 4 ani, 163 zile | Lloyd Austin                                                                               | Joe Biden             |